# 阪急フレッシュエール
株式会社阪急フレッシュエール（はんきゅうフレッシュエール）は、かつて日本に存在した食料品並びに雑貨等の仕入れおよびオリジナル食品の商品開発を行っていた企業で、2003年に阪急共栄物産株式会社からの分離により設立された。
阪急フレッシュエールは2008年10月1日付けで、中間持株会社「阪食」によって、同じく子会社だった阪急オアシス、阪急ニッショーストア、阪急ファミリーストアと共に吸収合併された。
阪急フレッシュエールの独自開発商品「ザ・阪急」は、阪食グループのスーパーマーケットや阪急百貨店にて販売されていた。